# Chrysotus orichalceus
Chrysotus orichalceus är en tvåvingeart som beskrevs av Gosseries 1989. Chrysotus orichalceus ingår i släktet Chrysotus och familjen styltflugor. Inga underarter finns listade i Catalogue of Life.